# Kunszi
Kunszi – dosłownie "podstawa wszystkiego", pojęcie używane w filozofii buddyzmu tybetańskiego, a zwłaszcza dzogczen. W trakcie medytacji doświadczana jest jako niezrodzona esencja umysłu, naturalny pierwotny stan, pusta przestrzeń w której powstają wszystkie zjawiska egzystencji.